# Siilinjärvi-Karbonatitkomplex
Der Siilinjärvi-Karbonatitkomplex liegt in Mittelfinnland in der Nähe der Stadt Kuopio.

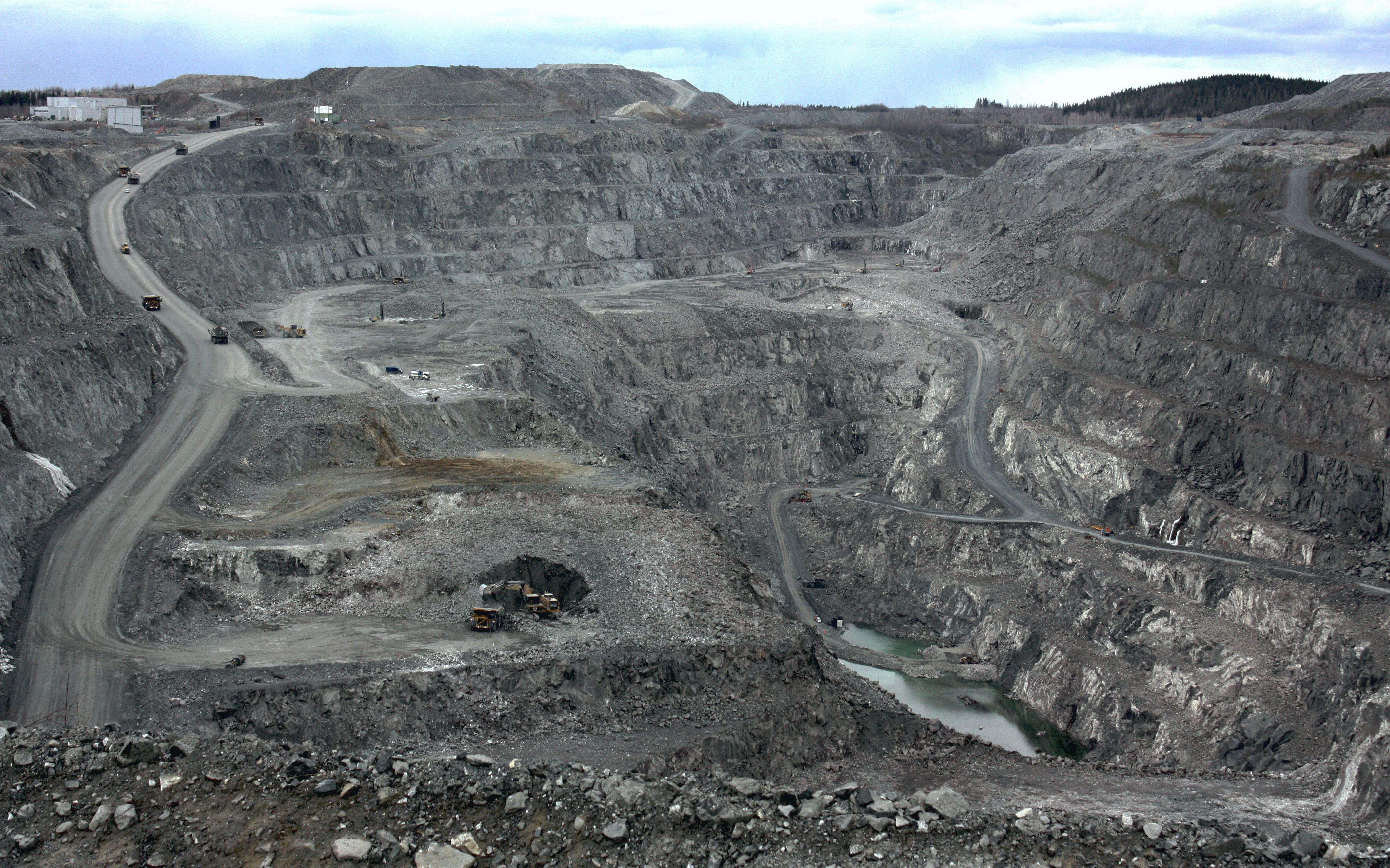
Der Siilinjärvi-Karbonatitkomplex im Jahr 2016

Er ist nach der nahe gelegenen Stadt Siilinjärvi benannt, die etwa 5 km westlich der südlichen Ausdehnung des Komplexes liegt. Siilinjärvi ist nach dem Tagebau von Sokli der zweitgrößte Karbonatitkomplex Finnlands und eine der ältesten (Neoarchaikum – 2530 ± 45 Millionen Jahre BP) Karbonatitfundstellen der Erde. Der Karbonatitkomplex besteht aus einem etwa 16 km langen linsenförmigen Körper, der abrupt von Granitgneis umgeben ist. Die maximale Breite des Geländes beträgt 1,5 km und umfasst 14,7 km². Der Komplex wurde 1950 vom Geologischen Dienst Finnlands mit Hilfe lokaler Mineraliensammler entdeckt. Die Explorationsbohrungen wurden 1958 von Lohjan Kalkkitehdas Oy begonnen. Typpi Oy setzte die Bohrungen von 1964 bis 1967 fort, und Apatiitti Oy bohrte von 1967 bis 1968. Nach der Bohrung wurden Labor- und Pilotanlagenarbeiten durchgeführt. Das Bergwerk wurde 1979 von Kemira Oyj als Tagebau eröffnet. Der Betrieb wurde 2007 an das Unternehmen Yara International verkauft.